# Обдорский острог
Обдорский острог — деревянная крепость, положившая начало городу Салехард.

## История
Обдорский острог был одним из первых русских поселений, основанных на территории Сибири. Острог был заложен казаками, достигшими низовий реки Полуй, недалеко от её слияния с Обью. У историков нет единого взгляда на точную дату его основания. В разных источниках её относят к 1593 или 1595 годам. Наиболее вероятно, что первая дата означает прибытие казаков на место основания Обдорска и устройство там временного зимовья, а вторая — непосредственное начало строительства деревянного острога.
В 1635 году острог был переименован в Обдорскую заставу, которую впоследствии стали называть Обдорской крепостью. Основание Обдорска было вызвано необходимостью защиты от инородческих набегов и для пресечения беспошлинной и заповедной мены между поморскими торговцами и самоедами. В задачи Обдорской крепости также входил контроль за передвижением товаров на пути в крупнейший, по тем временам, центр ярмарочной торговли за Полярным кругом — Мангазею.
Во второй половине XVIII века Обдорская крепость начинает утрачивать своё военное-оборонительное значение. По указу Екатерины II были вывезены пушки, а в 1799 году находящийся в ней военный гарнизон был расформирован. Застава была преобразована в центр Обдорской волости Берёзовского уезда Тобольской губернии — село Обдорск. В 1807 году стены и башни деревянного острога по распоряжению тобольского губернатора Алексея Михайловича Корнилова были снесены за ветхостью.

## Воссоздание
Начало воссозданию казачьей крепости заложил в 1992 году архитектор Александр Викторович Ополовников. Уникальный историко-архитектурный комплекс древнерусского деревянного зодчества Обдорский острог, воспроизводящий облик форпоста Российского государства в период становления Обдорска, открылся в сентябре 2006 года в Салехарде на историческом месте у слияния рек Полуй и Обь.

## Раскопки
В рамках реконструкции Обдорского острога на его территории проводятся раскопки. В 2024 году археологи извлекли из культурного слоя фрагмент глиняного сосуда с узором медно-каменного века, остатки посуды XIX—XX веков, монету 1932 года, кованые гвозди, обувь и флаконы от духов, в одном из которых сохранился парфюм. Также были обнаружены остатки полуземлянок эпохи неолита (начало III тыс. до н. э. вместе с древними каменными орудиями труда, фрагментами сосудов раннего железного века и керамических сосудов с орнаментом. Археологи раскопали хорошо сохранившийся 200-летний дом священника Васильевской миссионерской церкви, в котором предположительно с 1898 по 1910 год жил архимандрит РПЦ, историк и этнограф Иван Шемановский, и остатки деревянного острога, возможно, построенный, казаками по повеленью императрицы Анны Иоанновны.
В 2025 году был найден могильный комплекс медного века, состоящий из более 15 ритуальных погребений возрастом около 5 тыс. лет, в котором присутствовали артефакты из меди, что стало первой в истории археологии достоверной находкой медных изделий на Севере.

## Галерея

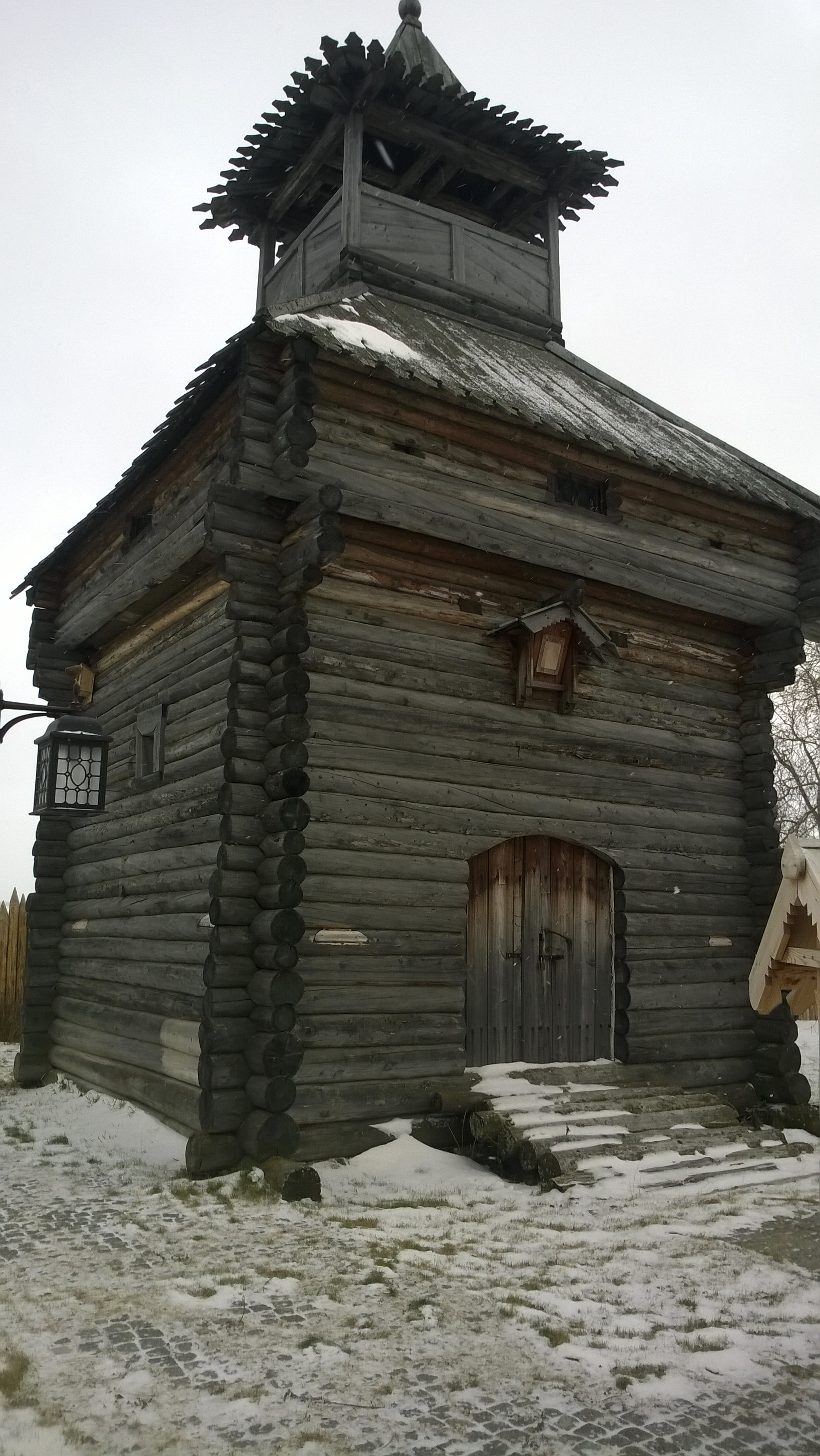
Никольская сторожевая башня
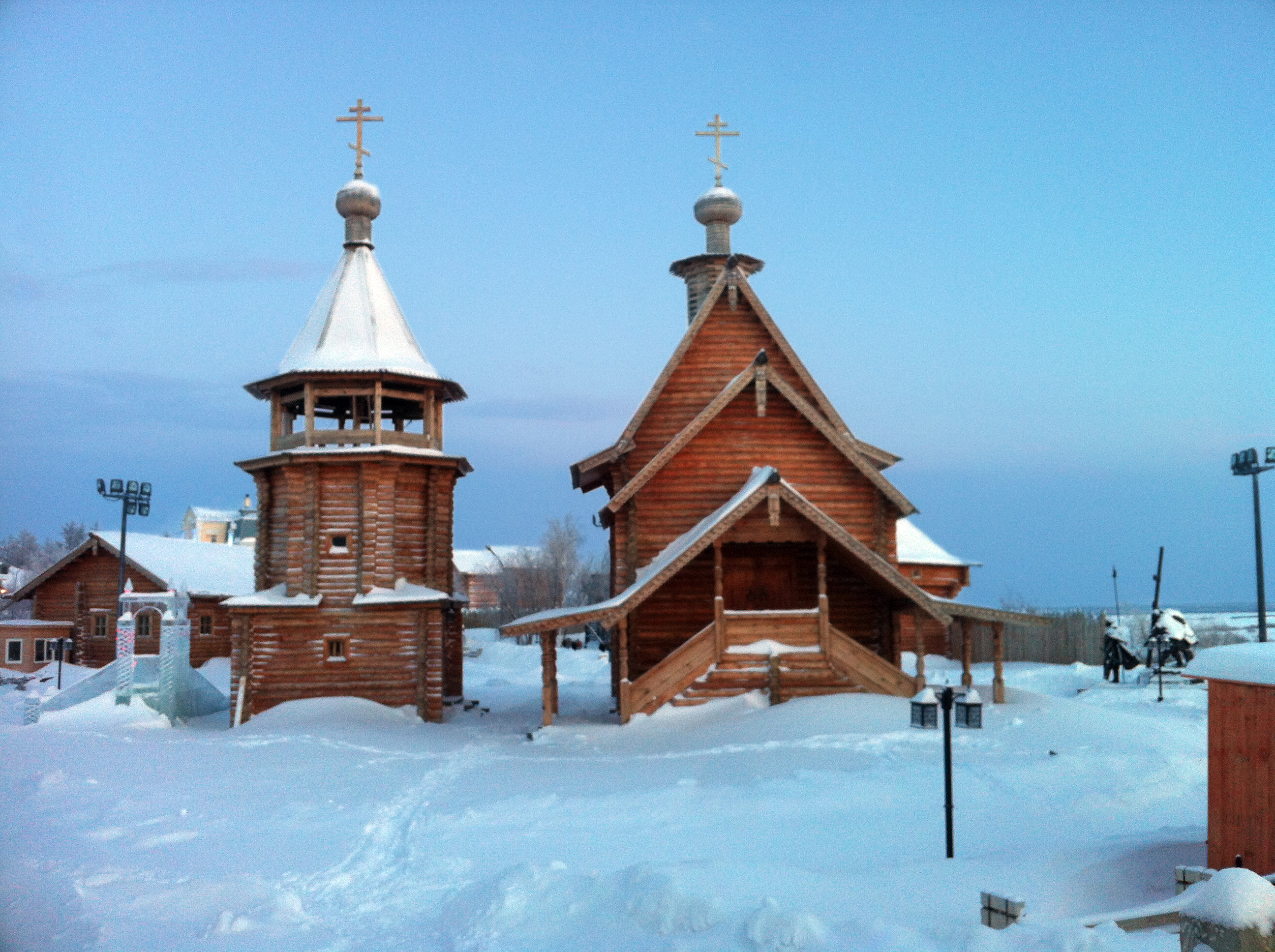
Храмы на территории острога
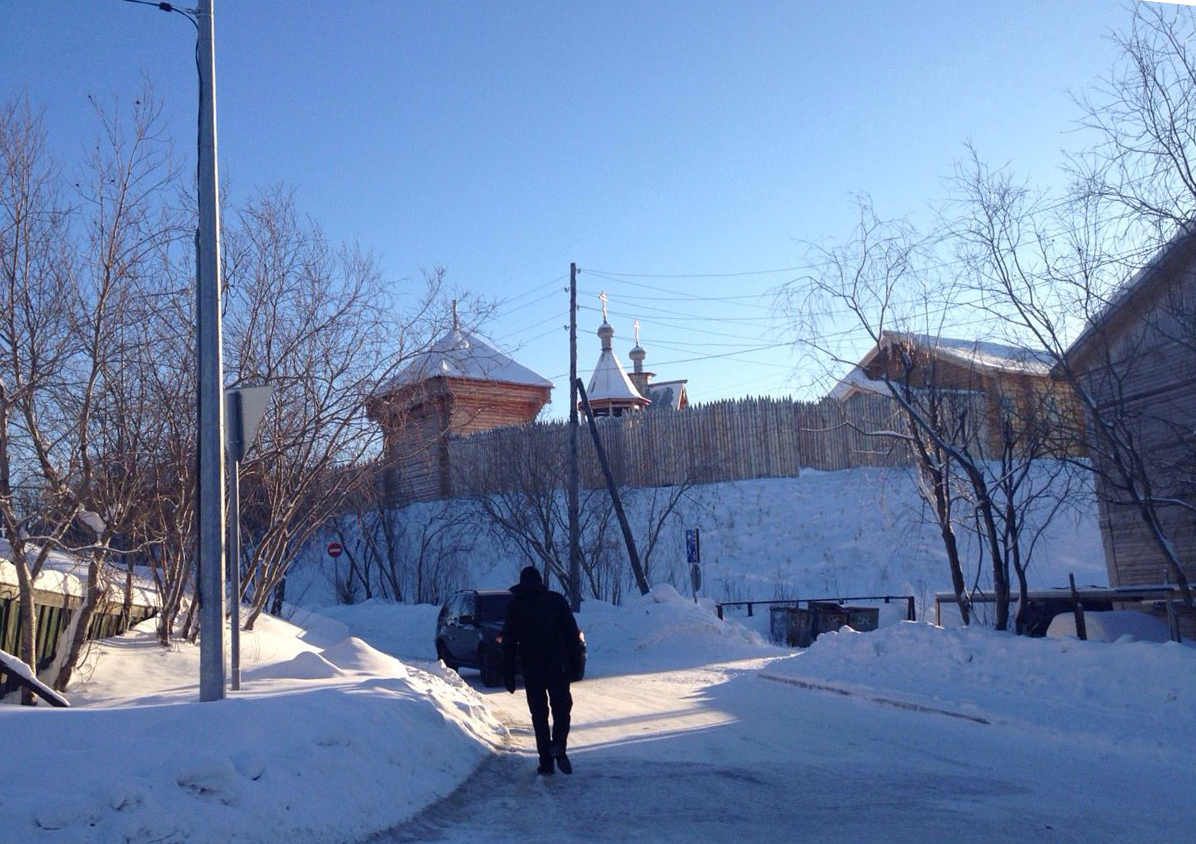
Вид снаружи
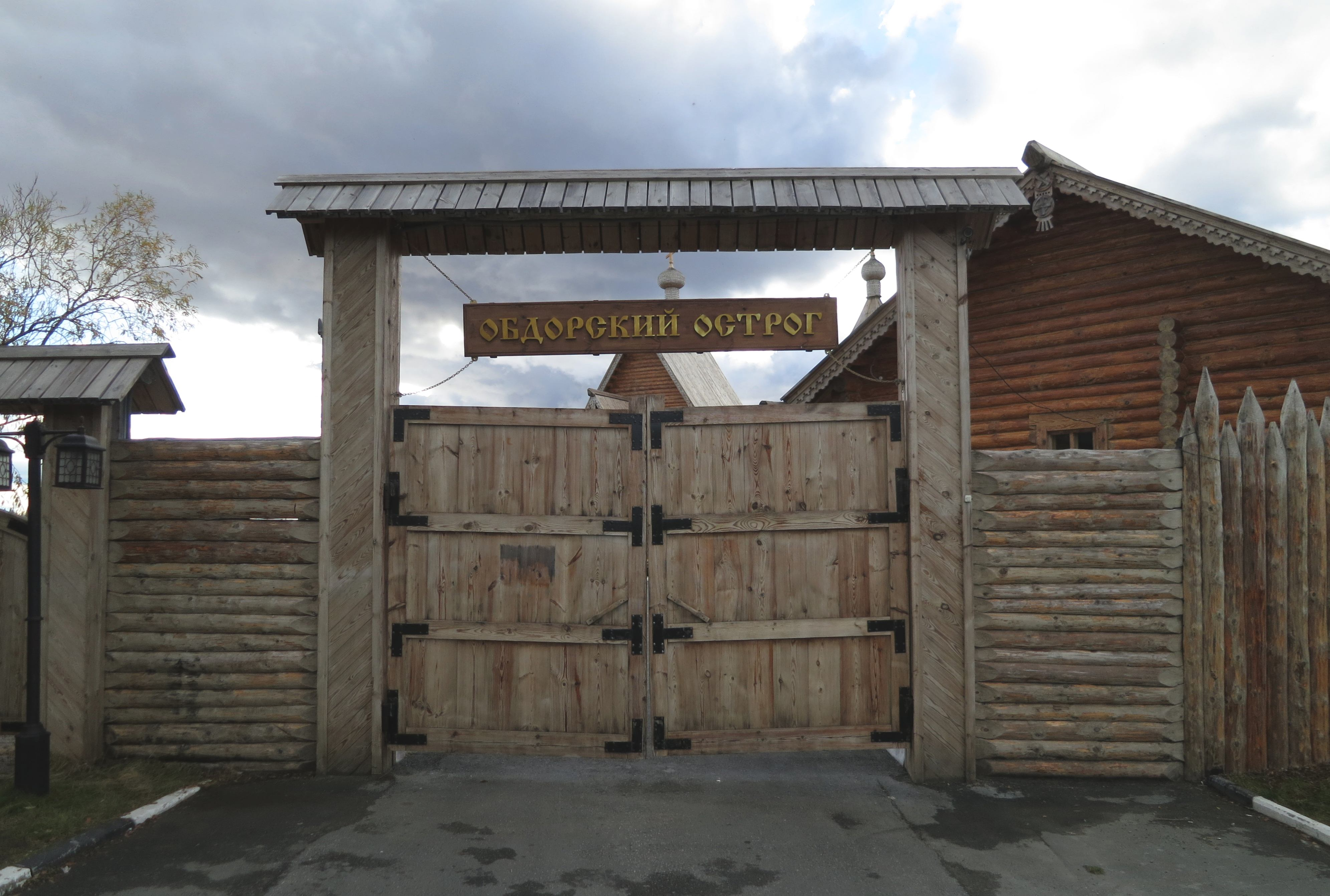
Въезд